# Christine Taylor
Christine Joan Taylor Stiller (Allentown, 1971. július 30. –) amerikai színésznő.

## Élete és pályafutása
Fontosabb alakításai közé tartozik Marcia Brady az 1996-os A Brady család és A Brady család 2. című filmvígjátékokban. Ugyanebben az évben feltűnt a Bűvölet című horrorfilmben, ezt követte a Nászok ásza (1998), a Zoolander, a trendkívüli (2001) és a Kidobós: Sok flúg disznót győz (2004) – utóbbi két vígjátékban férjével, Ben Stillerrel együtt szerepelt.
Játszott Az ítélet: család és a Search Party című sorozatok epizódjaiban is.

## Filmográfia

### Film
| Év   | Magyar cím                     | Eredeti cím                          | Szerep                  | Magyar hang     |
| ---- | ------------------------------ | ------------------------------------ | ----------------------- | --------------- |
| 1993 | Marilyn mosolya                | Calendar Girl                        | Melissa Smock           |                 |
| 1993 | Döntő összecsapás              | Showdown                             | Julie                   | Zsigmond Tamara |
| 1994 | A démonok éjszakája 2.         | Night of the Demons 2                | Terri                   | Molnár Ilona    |
| 1995 | Kemény lecke (Kitörés)         | Breaking Free                        | Brooke Kaufman          | Nyírő Beáta     |
| 1995 | Kemény lecke (Kitörés)         | Breaking Free                        | Brooke Kaufman          | Lamboni Anna    |
| 1995 | A Brady család                 | The Brady Bunch Movie                | Marcia Brady            | Csondor Kata    |
| 1995 | A Brady család                 | The Brady Bunch Movie                | Marcia Brady            | Csuha Borbála   |
| 1996 | Bűvölet                        | The Craft                            | Laura Lizzie            |                 |
| 1996 | A Brady család 2.              | A Very Brady Sequel                  | Marcia Brady            |                 |
| 1996 |                                | Cat Swallows Parakeet and Speaks!    | ballerina               |                 |
| 1997 | Horror kemping                 | Campfire Tales                       | Lauren                  |                 |
| 1998 | Szex a lelke mindennek         | Denial                               | Sammie                  | Csampisz Ildikó |
| 1998 | Nászok ásza                    | The Wedding Singer                   | Holly Sullivan          | Ónodi Eszter    |
| 1998 | Óvszer módszer                 | Overnight Delivery                   | Kimberly Jasney         | Orosz Helga     |
| 1998 | Csajok, mindent bele!          | Desperate but Not Serious            | Lili                    | Németh Borbála  |
| 1999 | Viszlát, gengszter!            | Kiss Toledo Goodbye                  | Deeann Emory            |                 |
| 2001 | Zoolander, a trendkívüli       | Zoolander                            | Matilda Jeffries        | Mezei Kitty     |
| 2004 | Kidobós: Sok flúg disznót győz | Dodgeball: A True Underdog Story     | Katherine "Kate" Veatch | Solecki Janka   |
| 2004 |                                | The First Year's a Bitch (rövidfilm) | Andrea                  |                 |
| 2006 |                                | Room 6                               | Amy                     |                 |
| 2006 | Nélküled nem megy              | Dedication                           | Allison                 |                 |
| 2007 | Nászfrász                      | License to Wed                       | Lindsey Jones           | Németh Kriszta  |
| 2008 | Trópusi vihar                  | Tropic Thunder                       | Rebecca                 |                 |
| 2008 | Kabluey, a kék kabala          | Kabluey                              | Betty                   |                 |
| 2012 |                                | The First Time                       | Mrs. Miller             |                 |
| 2016 | Zoolander 2.                   | Zoolander 2                          | Matilda Jeffries        | Mezei Kitty     |
| 2016 |                                | Little Boxes                         | Joan                    |                 |
| 2020 | Gyertek át                     | Friendsgiving                        | Brianne                 |                 |
| 2024 | Szerelmesek                    | Sweethearts                          | Diane                   |                 |

### Televízió
| Év        | Magyar cím                | Eredeti cím            | Szerep                      | Megjegyzések                                 |
| --------- | ------------------------- | ---------------------- | --------------------------- | -------------------------------------------- |
| 1989–1991 |                           | Hey Dude               | Melody Hanson               | főszereplő                                   |
| 1991      | Dallas                    | Dallas                 | Margaret Barnes             | 1 epizód                                     |
| 1991      |                           | Saved by the Bell      | Heather Brooks              | 1 epizód                                     |
| 1991      | Az élet megy tovább       | Life Goes On           | drámaszakos hallgató        | 1 epizód                                     |
| 1992      |                           | Blossom                | Patti                       | 1 epizód                                     |
| 1995      | Caroline New Yorkban      | Caroline in the City   | Debbie                      | 1 epizód                                     |
| 1995      | A csalárd család          | Here Come the Munsters | Marilyn Hyde (Munster)      | tévéfilm                                     |
| 1995      |                           | Ellen                  | Karen Lewis                 | 2 epizód                                     |
| 1996      |                           | Party Girl             | Mary                        | 4 epizód                                     |
| 1996      | Az idő végezetéig         | To the Ends of Time    | Stephanie hercegnő          | tévéfilm                                     |
| 1997      |                           | Rewind                 | Dana                        | próbaepizód (nem került adásba)              |
| 1997      |                           | Murphy Brown           | Taffy                       | 1 epizód                                     |
| 1997      | Jóbarátok                 | Friends                | Bonnie                      | 3 epizód                                     |
| 1997      | Seinfeld                  | Seinfeld               | Ellen                       | 1 epizód                                     |
| 1999      | Ámor nyila                | Cupid                  | Yvonne                      | 1 epizód                                     |
| 1999      |                           | Heat Vision and Jack   | seriff                      | próbaepizód                                  |
| 2000      | Kerge város               | Spin City              | Catherine Moore             | 1 epizód                                     |
| 2003      |                           | Harry's Girl           | Harry nője                  | tévéfilm                                     |
| 2004      | Félig üres                | Curb Your Enthusiasm   | önmaga                      | 3 epizód                                     |
| 2005      |                           | The Commuters          | Sandy                       | tévéfilm                                     |
| 2005–2019 | Az ítélet: család         | Arrested Development   | Sally Sitwell               | 11 epizód                                    |
| 2006      | A nevem Earl              | My Name Is Earl        | Alex Meyers                 | 1 epizód                                     |
| 2006      | Amerikai fater            | American Dad!          | Candy (hangja)              | 1 epizód                                     |
| 2006      |                           | 52 Flights             | Jennifer                    | tévéfilm                                     |
| 2010      | Phineas és Ferb           | Phineas and Ferb       | Mrs. Khaka Peü Peü (hangja) | 1 epizód                                     |
| 2010      | Mindörökké Hannah Montana | Hannah Montana Forever | Lori                        | 2 epizód                                     |
| 2010      | A karácsony szelleme      | Farewell Mr. Kringle   | Annabelle Wahl              | tévéfilm                                     |
| 2011      |                           | Rip City               | Janet Marsh                 | tévéfilm                                     |
| 2012–2013 | Égető szerelem            | Burning Love           | Symphony                    | - 5 epizód - magyar hangja: - Czirják Csilla |
| 2015      |                           | Sharing                | Polly                       | tévéfilm                                     |
| 2016      |                           | Zoolander: Super Model | Matilda Jeffries (hangja)   | tévéfilm                                     |
| 2016–2022 |                           | Search Party           | Gail                        | 11 epizód                                    |
| 2017      | Sherlock és Watson        | Elementary             | Gail Lundquist              | 1 epizód                                     |
| 2017      |                           | Odd Mom Out            | Barrett                     | 1 epizód                                     |
| 2018      | A telhetetlen             | Insatiable             | Gayle Keene                 | 2 epizód                                     |
| 2021      | ICarly                    | iCarly                 | Argenthina Woolridge        | 1 epizód                                     |
| 2023      | Sivatagi rejtélyek        | High Desert            | Dianne                      | 5 epizód                                     |

## Fordítás
- Ez a szócikk részben vagy egészben  a   Christine Taylor című angol Wikipédia-szócikk ezen változatának fordításán alapul.  Az eredeti cikk szerkesztőit annak laptörténete sorolja fel. Ez a jelzés csupán a megfogalmazás eredetét és a szerzői jogokat jelzi, nem szolgál a cikkben szereplő információk forrásmegjelöléseként.